# SCOS 2000
El Satellite Control and Operation System 2000 (SCOS-2000) és el sistema de programari genèric de satèl·lits Mission Control System (MCS) desenvolupat i mantingut per l'Agència Espacial Europea (ESA/ESOC) en col·laboració amb la indústria europea i les missions desplegades com és el cas del Radarsat 2, XMM-Newton, INTEGRAL, MSG, Cryosat, Mars Express, Venus Express, GOCE, Herschel Plank, Rosetta, Cryosat-II, Galileo IOV, MetOp-A i MetOp-B. Les properes missions que actuarà el SCOS-2000 s'inclouen l'Aeolus, SWARM, Gaia, Galileo FOP, GMES Sentinel, SOLAR, Bepi-Colombo i LISA Pathfinder.
És un sistema genèric, adaptat a les necessitats específiques de cada missió. El nucli del sistema proporciona processament comprensiu de telemetria, control manual i automàtic, gestió de programari a bord, arxiu de la missió i distribució de dades basades en web.